# 루키 (1993년 영화)
《루키》(영어: Rookie of the Year)는 미국에서 제작된 대니얼 스턴 감독의 1993년 스포츠 코미디 영화이다. 토머스 이언 니컬러스 등이 출연하였다.

## 출연진
- 토머스 이언 니컬러스
- 게리 뷰시
- 앨버트 홀
- 에이미 모턴
- 댄 허데이야
- 대니얼 스턴
- 브루스 올트먼
- 에디 브래컨
- 패트릭 러브레크
- 닐 플린
- W. 얼 브라운
- 이언 고메즈
- 컬롬 제이컵슨
- 존 캔디 (크레디트 미기재)
- 배리 본즈

## 기타 제작진
- 배역: 린다 로이
- 미술: 스티븐 조던
- 의상: 제이 헐리